# Dorylus conradti
Dorylus conradti är en myrart som beskrevs av Carlo Emery 1895. Dorylus conradti ingår i släktet Dorylus och familjen myror.

## Underarter
Arten delas in i följande underarter:
- D. c. berlandi
- D. c. conradti